# Сацициано
Сацициано (груз.: საციციანო, букв.: сатавадо князей Цицишвили) — одна из административных единиц (сатавадо) феодальной Грузии, зародившимся в XV веке, располагавшимся на другой стороне Картли (правый берег реки Куры). Контролировалось тавадским родом Цицишвили.

## История образования
Во второй половине 14 века члены феодального дома Панаскертели переселились из Тао-Шавшети в Шида Картли, а в XV веке окончательно обосновались в долине Дзами и положили начало новому сатавадо. 
Земо Сацициано было создано вокруг предгорий долины Дзами, а Квемо Сацициано — вокруг селения Ничбиси, соседствующим с владениями князей Джавахишвили и Тарханишвили. 
Оно было разделено на верхнее и нижнее Сацициано. Земо Сацициано было создано в предгорьях Дзамского ущелья, а Квемо Сацициано — в окрестностях села Ничбиси. Их отделяли друг от друга владения Джавахишвили и Тархнишвили.

## Этимология
Название «Сацициано» происходит от фамилии рода Цицишвили. 

## Роль в истории Грузии

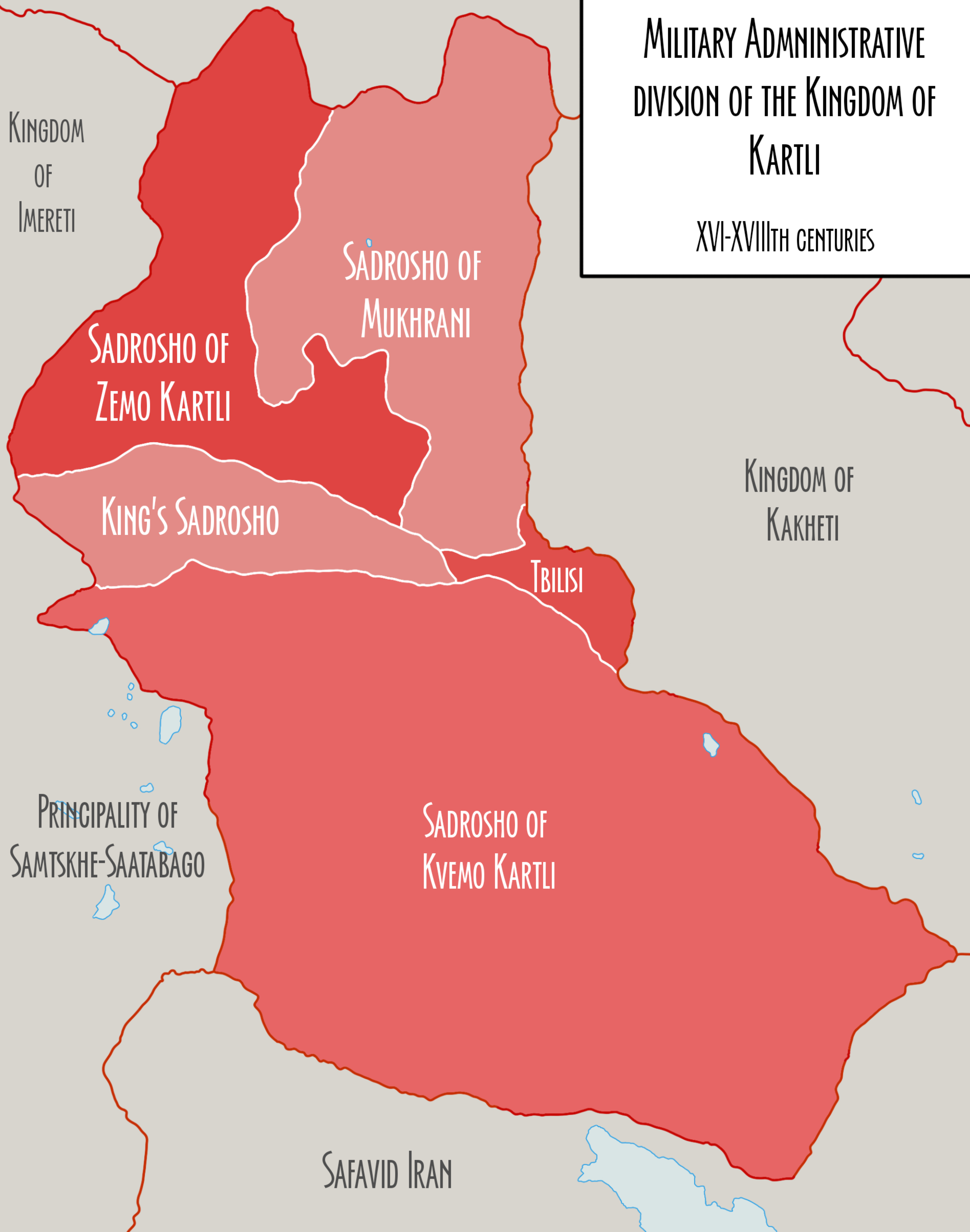
Царское садрошо (слева), за которое отвечала княжеская семья Цицишвили. Картлийское царство

Первоначально ядром Сацициано была поместье Орбодзлели (Хведурети, Кехисджвари). Позже они получили от царя в свои угодья Уплисцихе, Квахврели  Каралети.   
Семья князей Цицишвили отвечала за царское садрошо - включающие части Картли вдоль правого берега реки Мтквари от Тбилиси до Ташискари и имения католикоса.   
Воеводство находилось под командованием царского офицера, сардали, часто из княжеской семьи Цицишвили. 
Они часто занимали должность командира четвертого знамени (садрошо), что использовали для расширения своих владений. Сацициано включало ущелье Хведурети, ущелье Дзами, Вердзисдзири, Гуджарети, Ничбиси, Цкнети, Доеси, Иисцихе, Авкети, Атени. 
Резиденции находились в Самцевриси, Мдзоврети и Ничбиси, а родовые склепы — в Кинцвиси, Самцевриси, Хведурети и Ничбиси.
Сацициано существовало до 40-х годов XIX века, пока не было упразднено вместе с остальными княжествами Российской Империей в связи с отменой крепостного права.